# الکی
الکی نام پنجمین آلبوم محسن نامجو می‌باشد که همچون دو آلبوم آخ و بوسه‌های بیهوده در خارج از کشور ضبط شده‌است.
این آلبوم در (۱۲ دی ۱۳۹۰ ه‍. ش) منتشر شد.
«الکی» یک آلبوم زنده است که مجموعه‌ای ست از چندین ترانه جدید که نامجو آن هارا در کنسرت دانشگاه استنفورد اجرا نموده‌است.

## فهرست قطعات
1. «هوشم ببر» - ۷:۰۲
2. «هلل هلا» - ۸:۲۶
3. «نامه» - ۶:۵۰
4. «آن من است او» - ۷:۰۶
5. «دیلمان» - ۱۲:۵۱
6. «زده» - ۵:۵۰
7. «یار جانی» - ۲:۵۱
8. «الکی» - ۱۴:۱۲
9. «زلف» - ۶:۱۸

## اشعار
1. «هوشم ببر» غرلی از سعدی است
2. «نامه»، «زده» و «زلف» غزل‌هایی از حافظ هستند
3. «آن من است او» و «دیلمان» دو غزل از مولوی هستند
4. «یار جانی» آهنگی محلی متعلق به شهر بیرجند است
5. «الکی» شعری از خواننده این آلبوم محسن نامجو است